# Nørregadeteatret
NørregadeTeatret er et dansk egnsteater i Maribo. Med en kerne af professionelle skuespillere og inddragelse af amatører opfører det ca. tre egenproduktioner om året. Desuden viser teateret gæstespil og afholder en teaterskole for børn fra 6 til 17 år. Teaterets chef er skuespilleren Frank Rubæk. Hvert andet år afholder teateret en stor musical som friluftsforestilling i Hylddalen.
NørregadeTeatrets faste indendørs-scene ligger i Kulturværket, et ombygget elværk på Banegårdspladsen i Maribo. Lejlighedsvis opfører det stykker på særlige lokaliteter. Det har eksempelvis opført familieforestillingen Jernbanebørnene på Bandholm Station, hvor et 15 tons tungt damptog medvirkede i forestillingen. I 2026 opfører teatret en teaterversion af Umberto Ecos roman Rosens navn i Maribo Domkirke.

## Historie
NørregadeTeatret blev oprindelig dannet i 1991 i den bygning, der tidligere havde rummet Lollands-Postens Bogtrykkeri. Bygningen lå i Nørregade, hvoraf teatrets navn. Siden oprettelsen har teatret hvert år opført 3-4 forestillinger og stået for en række andre kulturelle arrangementer i Maribo.
Det var oprindelig et amatørteater, men fik i 2007 status som egnsteater i Lolland Kommune. I 2011 renoverede teatret med fonds- og kommunal støtte byens gamle elværk på Banegårdspladsen og har herefter brugt denne bygning, omdøbt til Kulturværket, til sine indendørs forestillinger.
Som egnsteater har NørregadeTeatret en kontrakt med kommunen, som definerer en lang række opgaver, som teatret skal opfylde. Det skal således opføre både brede og smalle forestillinger, årligt opføre en forestilling, der fokuserer på lokale eller andre aktuelle samfundsmæssige temaer, og arbejde for at inddrage børn og unge fra alle sociale lag.
Fyens Stiftstidende fremhævede i 2007 Frank Rubæk og den senere teaterdirektør for Bornholms Teater Jens Svane Boutrup som to af de talenter, der var blevet udklækket på NørregadeTeatret. Også skuespilleren Martin Bo Lindsten blev oprindelig sporet ind på livet i teaterverdenen, da han som barn i Maribo blev bedt om at være børnestatist i musicalen Oliver. Han vedblev med at optræde i stadig større roller i teatrets forestillinger, mens han boede i barndomsbyen Maribo, og endte i 2005 med at spille hovedrollen i musicalen Aladdin på udendørsscenen i Hylddalen.
Da Anders And-Bladet i 2024 lavede en udgave af bladet, der foregik på Lolland-Falster, optrådte NørregadeTeatret og en andeficeret udgave af dets teaterchef Frank Rubæk som en del af historiens handling. Rubæk sørgede for at få sendt Onkel Joakim rundt til alle dele af Lolland.

## Friluftsforestillinger
Der har været arrangeret teaterforestillinger under åben himmel i Hylddalen i Maribo siden 1916, hvor Elverhøj blev opført som friluftsteater. Stedet havde sin storhedstid i 1950'erne og 1960'erne, hvor Det Kongelige Teater afholdt gæstespil på stedet hver sommer. Sidst i 1960'erne standsede traditionen imidlertid og lå stille, indtil Nørregadeteatret i 1998 genoptog traditionen med friluftsspil. Teatret spillede første gang Elverhøj som i 1916, og siden har teatret haft en række større musicalforestillinger i fri luft i Hylddalen, normalt en gang hvert andet år:
- 1998: Elverhøj
- 1999: Der skete noget sjovt på vejen til Forum
- 2001: Livsens Ondskab
- 2003: My Fair Lady
- 2005: Aladdin
- 2007: Les Misérables
- 2009: The Producers
- 2012: Cyrano
- 2014: The Sound of Music[12]
- 2016: Miss Saigon
- 2018: Doktor Zhivago
- 2021 Spillemand på en tagryg (oprindelig programsat til 2020, men udskudt pga. COVID 19-pandemien)
- 2024: My Fair Lady
- 2026: Prinsessen holder fridag (planlagt)[13]